# 小池達朗
小池 達朗（こいけ たつろう、1969年 - ）は、日本・アメリカ合衆国で活動する映画・テレビドラマのアクション監督・スタントマン・演出家。アルファスタント代表取締役社長。東京都出身。日本大学卒。

## 人物
14歳からスタントを始め、倉田アクションクラブにて倉田保昭に師事。1988年に山下優などとともに独立し、アクションクラブを設立するが、数年後、チームが山下を中心とした俳優派と小池などのスタント派に分裂したこともあり解散。クラブの解散後は香港に渡り、洪家班（サモハンスタントチーム）の下で修行した後、アメリカ合衆国に渡る。
1991年（1992年とも）に倉田アクションクラブの後輩である坂本浩一、野口彰宏とともにスタントチーム、アルファスタントを設立し、代表となる。

## 参加作品

### テレビドラマ（スタッフ）
- パワーレンジャー Mighty Morphin' Power Rangers（1995） - 日本人スタントマンのセレクション
- パワーレンジャー・ダイノサンダー Power Rangers DinoThunder（2004） - セカンドユニット監督
- 牙狼-GARO-（2005） - アクション監督（第12話）
- ULTRASEVEN X（2007） - アクション監督
- トラブルマン（2010） - スタント・コーディネーター
- 大魔神カノン（2010） - アクション監督
- 荒川アンダーザブリッジ（2011） - スタント・コーディネーター
- 仮面ライダーフォーゼ（2011） - ワイヤーアクションコーディネイター（第1 - 4話）
- 東野圭吾ミステリーズ「シャレードがいっぱい」（2012） - アクション監督
- イロドリヒムラ 第2話「Thunderbird」（2012） - アクション
- 獣電戦隊キョウリュウジャー （2013 - 2014） - ワイヤーアクションコーディネーター
- 牙狼-GARO- 〜闇を照らす者〜 （2013） - アクション監督
- クロユリ団地〜序章〜 （2013） - アクション
- タンクトップファイター（2013） - アクション監督
- 放課後グルーヴ 第9話・第10話 （2013） - アクション監督
- ハニー・トラップ（2013） - アクション監督
- GTO （2014） - スタントコーディネーター
- ウルトラマンギンガS（2014） - ワイヤーコーディネート
- 魔進戦隊キラメイジャー（2020 - 2021） - ワイヤーリガー
- 仮面ライダーセイバー（2020 - 2021） - ワイヤーリガー
- 仮面ライダーガッチャード 第33話（2024） - ワイヤーリガー

### 映画（スタッフ）
- ブラック・ソルジャー Bridge of Dragons（1999） - スタント・コーディネーター
- ウィケッド・ゲーム Wicked Game（2000） - プロデューサー、スタント・コーディネーター、エアリアル・コーディネーター
- エネミー・アクション2 Queen's Messenger（2000） - アクション監督
- ドラキュリア Dracula 2000（2000） - ワイヤースタント・コーディネーター、エアリアル・リガー
- バトル・ブレイク Witness to a Kill（2001） - ファイト・コレオグラファー
- シャドー・フューリー Shadow Fury（2001） - アソシエイト・プロデューサー、スタント・コーディネーター
- The Ghost（2001） - アクション監督
- キング・オブ・バイオレンス King of the Ants（2003） - スタント・コーディネーター
- デビルマン（2004） - アクション監修
- SPECTER（2005） - アクション監督
- ネガティブハッピー・チェーンソーエッヂ（2007） - アクション監督
- K-20 怪人二十面相・伝（2008） - アクション監督
- 平凡ポンチ（2008） - スタント・コーディネーター
- 蟹工船（2009） - スタント・コーディネーター
- 大怪獣バトル ウルトラ銀河伝説 THE MOVIE（2009） - スタント協力
- 仮面ライダーシリーズ
  - 仮面ライダーW FOREVER AtoZ/運命のガイアメモリ（2010） - ワイヤーアクションコーディネーター
  - 劇場版 仮面ライダーオーズ WONDERFUL 将軍と21のコアメダル（2011年） - ワイヤーアクションコーディネーター（フォーゼユニット）
  - 仮面ライダー×仮面ライダー フォーゼ&オーズ MOVIE大戦MEGA MAX（2011） - ワイヤーアクションコーディネーター
- SPACE BATTLESHIP ヤマト（2010） - スタントコーディネーター
- スマグラー おまえの未来を運べ（2011） - アクション監督
- アンフェア the answer（2011） - アクション監督
- 荒川アンダー ザ ブリッジ THE MOVIE（2012） - スタント・コーディネーター
- リアル鬼ごっこ3 （2012） - スタントコーディネーター
- リアル鬼ごっこ4（2012） - スタントコーディネーター
- リアル鬼ごっこ5（2012） - スタントコーディネーター
- クロユリ団地（2013） - スタントコーディネーター
- ガッチャマン（2013） - スタントコーディネーター
- Seventh Code（2013） - アクションコーディネーター
- 寄生獣（2014） - スタントコーディネーター
- 劇場版 ウルトラマンギンガS 決戦!ウルトラ10勇士!!（2015） - ワイヤーコーディネート
- 寄生獣 完結編（2015） - スタントコーディネーター
- 脳漿炸裂ガール（2015） - スタントコーディネーター
- TOO YOUNG TO DIE! 若くして死ぬ（2016） - スタントコーディネーター
- 曇天に笑う（2018） - アクション監督
- ゴジラ-1.0（2023） - スタントコーディネーター

### オリジナルビデオ（スタッフ）
- Savate（1995） - ワイヤースタント・コーディネーター
- ゴッド・アーミー 聖戦 The Prophecy 3: The Ascent（2000） - ワイヤースタント・コーディネーター
- ミミック2 Mimic 2（2001） - ワイヤースタント・コーディネーター
- 仮面ライダーW RETURNS（2011） - ワイヤーアクションコーディネーター
  - 仮面ライダーアクセル
  - 仮面ライダーエターナル

### ネットムービー（スタッフ）
- 893239 ヤクザ23区「INFERNO」（2006） - 監督

### ミュージックビデオ（スタッフ）
- ストロンガー / 歌 - ブリトニー・スピアーズ（2000） - スタントコーディネーター
- Elevation / 歌 - U2（2001） - スタントコーディネーター
- フリーク! / 歌 - ジョージ・マイケル（2002） - スタントコーディネーター
- Pretty Melody / 歌 - ブッチ・ウオーカー（2010） - スタントコーディネーター

### ゲーム（スタッフ）
- 龍が如く（2006） - アクション監督
- デビルメイクライ3 Special Edition（2006） - アクション・コーディネーター
- 龍が如く2（2006） - アクション監督
- 龍が如く 見参!（2008） - アクション監督
- 龍が如く3（2009） - アクション監督
- 龍が如く4 伝説を継ぐもの（2010） - アクション監督
- 龍が如く OF THE END（2011） - アクション・コーディネーター
- バイナリードメイン（2012） - アクション監督
- 龍が如く5 夢、叶えし者（2013） - アクション・コーディネーター
- 龍が如く 維新! (2014) - バトルアクションコーディネート監修
- 龍が如く0 誓いの場所 (2015) - バトルアクションコーディネート監修
- 龍が如く 極 (2015) - バトルアクションコーディネート監修

### テレビCM（スタッフ）
- 大戦乱!!三国志バトル（2013） - アクション監督

### テレビドラマ（出演）
- パワーレンジャー Mighty Morphin' Power Rangers（1995 - 1996） -レッドレンジャー、 ホワイトレンジャー、サンダーメガゾード、Zゴーレム、テンガ・ウォーリアーズ
- パワーレンジャー・ジオPower Rangers Zeo（1996） - ジオレッドレンジャー、ゴールドレンジャー、テンガ・ウォーリアーズ
- パワーレンジャー・ターボPower Rangers Turbo（1996） - レッドレンジャー、ブルーレンジャー
- パワーレンジャー・イン・スペース Power Rangers Lightspeed Rescue（1998) - ブルースペースレンジャー
- パワーレンジャー・ロストギャラクシー Power Rangers Lost Galaxy（1999) - スタント
- パワーレンジャー・ライトスピード・レスキュー Power Rangers Lightspeed Rescue（2000) - ブルーライトスピードレンジャー
- パワーレンジャー・ワイルドフォースPower Rangers Wild Force(2002)- ブラックバイソンレンジャー、クアンタムレンジャー（全員集合時）
- パワーレンジャー・ダイノサンダーPower Rangers Dino Thunder(2004)- スタント

### 映画（出演）
- ファイナルファイト 最後の一撃（1989）
- 落陽（1992） - スタント
- Guyver: Dark Hero Guyver: Dark Hero（1994） - ガイバーゾアノイド、スタント
- モータル・コンバット Mortal Kombat（1995） - スタント
- スペース・トラッカー Space Truckers（1996） - スタント
- ハイボルテージ High Voltage（1997） - スタント
- 破壊王 DRIVE Drive（1997） - マーク・ダカスコスのスタントダブル
- ビバリーヒルズ・ニンジャ Beverly Hills Ninja（1997） - スタント
- スタークリスタル2 The Survivor（1998） - スタント
- ヴァンパイア/最期の聖戦 Vampires（1998） - スタント
- GEDO The Fatal Blade 外道（1999） - スタント
- ウィケッド・ゲーム Wicked Game（2000） - スタント
- G-Men from Hell（2000） - スタント
- The Ghost（2001） - スタント
- スコーピオン・キング The Scorpion King（2002） - スタント
- デアデビル Daredevil（2003） - スタント
- ラスト サムライ  The Last Samurai（2003） - スタント
- ジャンパー Jumper（2008） - スタント

### テレビ映画（出演）
- Yakuza Connection（1995） - スタント
- L.A.マフィア戦争/大殺戮 Back to Back（1996） - スタント

### オリジナルビデオ（出演）
- オイディプスの凶獣(1993)